# ヨンドの魔物たち
『ヨンドの魔物たち』（ヨンドのまものたち、原題：英: The Abominations of Yondo）は、アメリカ合衆国のホラー小説家クラーク・アシュトン・スミスによる短編小説。『The Overland Monthly』1926年4月号に掲載された。
もともと文筆をしていたスミスであったが、1922年からハワード・フィリップス・ラヴクラフトと文通を始め、彼の勧めで幻想小説を書くようになった。その第一号作品である。以後1929年から1935年にかけて、約80の作品が発表されることになる。
1960年にアーカムハウスから刊行された短編集の表題作となった。

## 作品解説

### あらすじ
最も世界の果てに近い地、ヨンドの荒野の砂地には、神々はおらず、魔物がうろつく。自らの意思でヨンドにやって来る者などほとんどいない。
異国からやってきた「私」は、不注意が仇となり、オングに仕える異端審問官たちに目を付けられ、捕まる。私の異教の教えは、彼らの憎悪を煽り、彼らは私を責め苛む。私は引き回された挙句に、ヨンドの荒野に置き去りにされる。異端審問官は「お前は自由だ、好きなところへ行ってよい」と言って去った。私はヨンドをさまよい、幾つもの忌まわしき魔物どもに遭遇する。私は恐怖に耐えられえず、ヨンドから逃げ出し、悪意たっぷりに私の帰還を待つオングの異端審問官の許に戻っていく。

### 主な登場人物
- 私 - 異教徒。
- 獅子頭のオング - 神。魔法使いや神秘王たちを従える。
- 異端審問官 - オングの司祭。

### 魔物たち
- 洞窟の怪物 - 眼を持たず、頭頂部には尖った耳が立ち、細くて皺のよった鼻が口にかぶさって垂れている。無毛の卵型のボディから、9本の脚が伸びる。不気味な含み笑いを高鳴らせる。TRPGでは「赤足のワンプ」と結び付けられている（後述）。
- ビーナス - 下半身まで砂に埋もれ、苦悶の悲鳴を上げる。助けようと近づいて触れると、石化して動かなくなる。離れると再び悲鳴を上げる。
- 不気味な影 - 五本足、または四本足と尾を持つシルエット。常に同じ距離を保ったままつきまとってくる。
- 鎖帷子の男 - さまようよろい。
- 古代の王のミイラ - リッチー。頭部には黒い何かが寄生しており、死体を操っている。

### 「赤足のワンプ」
ドリームランドの生物。ハワード・フィリップス・ラヴクラフトの『未知なるカダスを夢に求めて』にて言及される。グールと同様に墓地から死体を漁って食べる。餌が重複しているため、グールはワンプに近づこうとはしない。
TRPGにて、『ヨンドの魔物たち』に登場する魔物が、「ワムプ」の説明文に引用されており、さらに「足の先端には真っ赤なまだら模様がある」と付け加えられている。

## 収録
- ナイトランド叢書『魔術師の帝国2 ハイパーボリア篇』、安田均訳